# Hellmut von Gerlach
Hellmut Georg von Gerlach (Mönchmotschelnitz, 2 febbraio 1866 – Parigi, 1º agosto 1935) è stato un politico tedesco.
Nel 1896 fondò con Friedrich Naumann l'Associazione Nazional Sociale prima di passare all'estrema sinistra.
Sottosegretario al Ministero dell'interno dal 1918 al 1919, all'avvento di Hitler fuggì in Francia.